# Луиз Титчънър
Луиз Титчънър (на английски: Louise Titchener) е американска писателка на произведения в различни жанрове – любовен роман, романтично фентъзи, романтичен трилър, и исторически трилър. Пише под собственото си име и под различни псевдоними: като Ан Силвърлок (Anne Silverlock) и Джейн Силвъруд (на английски: Jane Silverwood), като Алиса Хауърд (Alyssa Howard) заедно с писателките Айлийн Букхолц, Рут Глик и Каролин Майлс, като Алексис Хил (Alexis Hill), Алексис Хил Джордан (Alexis Hill Jordan) и Тес Марлоу (Tess Marlowe) с писателката Рут Глик, и като Клеър Ричардс (Clare Richards) и Клеър Ричмънд (Clare Richmond) с писателката Каролин Майлс.

## Биография и творчество
Луиз Ф. Титчънър е родена на 27 декември 1941 г. в Детройт, Мичиган, САЩ. Започва да пише кратки истории в гимназията и продължава да пише в колежа. В колежа се омъжва за свой състудент по философия и семейството се мести в Охайо. Там тя получава магистърска степен и преподава английски език една година. Имат 2 деца. По време на престоя у дома със сина си и дъщеря си тя започва да пише сериозно, но тези ѝ усилия остават нереализирани.
Съпругът ѝ става професор по философия в Университета на Мериленд и семейството се премества. Там се присъединява към местната литературна група. Започва да пише съвместно с писателките Айлийн Букхолц, Рут Глик и Каролин Майлс. Първият им съвместен любовен роман „Love is Elected“ излиза през 1982 г., а вторият „Southern Persuasion“ през 1983 г. След това писателките се разделят по двойки и пишат под различни общи псевдоними.
От 1993 г. Луиз Титчънър започва да пише романтични трилъри под собственото си име. Много от трилърите ѝ са в областта на Балтимор, където семейството се премества, след като децата им отрастват.
Писателката е член на Асоциацията на писателите на романси на Америка. Освен романи тя пише и рецензии за книги за „Вашингтон Поуст“ и дава лекции по творческо писане в Университета „Джон Хопкинс“.
Луиз Титчънър живее със съпруга си в Балтимор, и в Сарасота, Флорида.

## Произведения

### Като Алиса Хауърд

#### Самостоятелни романи
- Love is Elected (1982)
- Southern Persuasion (1983)

### Като Алексис Хил

#### Самостоятелни романи
- In the Arms of Love (1983)

### Като Алексис Хил Джордан

#### Самостоятелни романи
- Brian's Captive (1983)
- Reluctant Merger (1983)
- Summer Wine (1984)
- Beginner's Luck (1984)
- Summer Stars (1985)
- Hopelessly Devoted (1985)
- Mistaken Image (1985)
- Stolen Passions (1986)

#### Серия „Дювал“ (Duval)
1. Passion's Slave (1979)
2. Untamed Heart (1980)

### Като Ан Силвърлок

#### Самостоятелни романи
- Casanova's Master (1984)
- Aphrodite's Promise (1985)
- An Invincible Love (1985)
- With Each Caress (1985)
- Fantasy Lover (1986)
- In the Heat of the Sun (1986)

### Като Клеър Ричардс

#### Самостоятелни романи
- Renaissance Summer (1985)

### Като Клеър Ричмънд

#### Самостоятелни романи
- Runaway heart (1986)
- Bride's Inn (1987)
- Pirate's legacy (1990)
- Hawaiian Heat (1993)

### Като Джейн Силвъруд

#### Самостоятелни романи
- Voyage of the Heart (1985)
- Slow Melt (1986)
- A Permanent Arrangement (1986)
- The Tender Trap (1987)
- Beyond Mere Words (1988)
- Handle with Care (1989)
- Окото на ягуара, Eye of the Jaguar (1993)
- Silent Starlight (1994)

#### Серия „Изгубено наследство“ (Byrnside Inheritance)
1. Висок залог, High Stakes (1990)
2. Загадъчни дълбини, Dark Waters (1991)
3. Bright Secrets (1991)

### Като Луиз Титчънър

#### Самостоятелни романи
- Greenfire (1993)
- Mantrap (1994)
- Déjà Vu (1996)

#### Серия „Тони Кредела“ (Toni Credella)
1. Homebody (1993)
2. Buried in Baltimore (2001)
3. Burned in Baltimore (2003)
4. Bumped Off in Baltmore (2005)

#### Серия „Исторически мистерии в Балтимор“ (Baltimore Historical Mysteries)
1. Gunshy (2004)
2. Malpractice (2006)